# Mohammad Kiyavosh
Mohammad Kiyavosh (en persan : محمد کیاوش) ou Mohammad Kiyavash, Mohammad Alavi Tabar (en محمد علوی‌تبار), née en 1930 à Zanjan, et mort le 10 mars 2020, est un homme politique iranien. De 1980 à 1984, il représente le comté d'Abadan au Parlement iranien. De 1984 à 1988, il représente le comté d'Ahvaz au Parlement iranien.
Il meurt à l'âge de 89 ans des suites de la maladie à coronavirus 2019 (COVID-19) le 10 mars 2020[réf. souhaitée].